# 日本留学試験

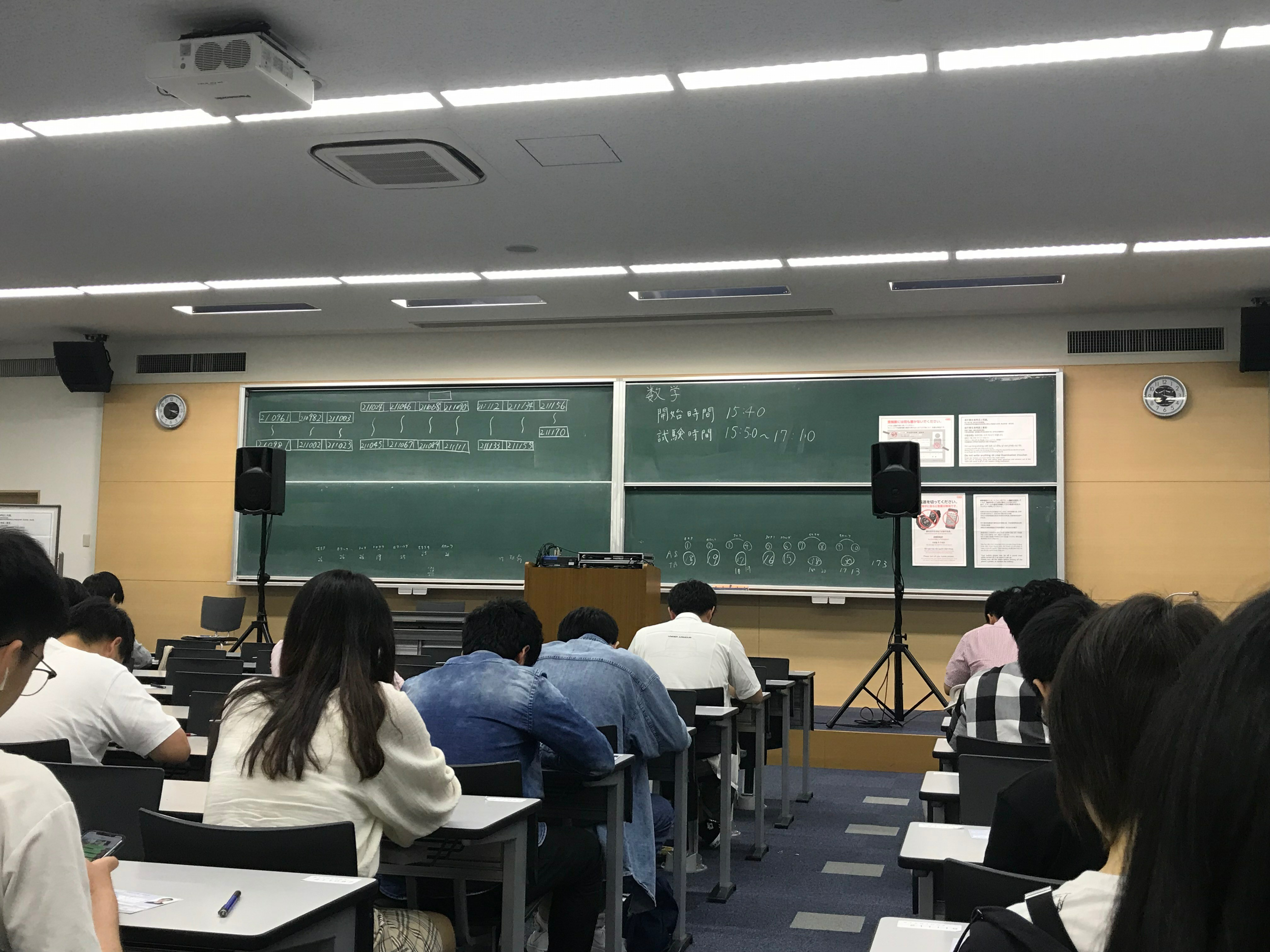
2019年第1回日本留学試験、東京海洋大学品川キャンパス白鷲館試験場

日本留学試験（にほんりゅうがくしけん、英語: Examination for Japanese University Admission for International Students、略称: EJU、日留試）は、独立行政法人日本学生支援機構が主催する、日本の大学（学部・院）や専修学校に外国人留学生として入学を希望する人を対象とした共通の入学試験である。それらの教育機関で必要とされる日本語能力（アカデミック・ジャパニーズ）および基礎学力の評価を目的とする。
日本および主要アジア諸国で受験することができる。ただし、中国本土（香港は除く）では実施していない。

## 概要
2001年（平成13年）12月期の実施を最後に廃止された私費外国人留学生統一試験と、日本語能力試験1級（または2級）の二つの試験に代わるものとして、2002年（平成14年）から実施されている。渡日前に入学許可を与えるために一つだけ受験すればよい試験を創設するというのが当初の目的であったが、実際には国内受験者が圧倒的多数となっている。
アカデミック・ジャパニーズを測定する日本語試験、および大学で指導を受けるのに必要な専門分野の基礎学力を測定する他の科目の試験が実施されている。
現在多くの大学・短期大学や、一部の大学院や専修学校などが外国人留学生の入試選抜に利用している。これら利用校を志望する受験生は大学入学共通テストと同様、利用校の入学選抜試験出願時に日本留学試験受験者として利用校から指定された書類を提出する。試験は6月（第1回）と11月（第2回）の年2回実施され、何回受験してもかまわない。
試験科目は志望校の指定に従って選択する。大学（学部）受験においては、文系学科は日本語、総合科目（社会）、数学コース1が、理系学科は日本語、理科2科目、数学コース2が一般的である。学科によっては一部科目だけでよい学科もあるが、日本語はほとんどの学科で必須である。総合科目（社会）、理科、数学の問題の難易度は共通テストよりも若干低く設定されている。ただし、日本留学試験以外に面接等を課すところが多く、日本留学試験の成績の他にTOEFLなどの成績を必要とする場合もある。
芸術・美術系大学や大学院、専修学校において日本留学試験の点数を利用する場合は、日本語のみを必須とした上で、学校独自の試験を加えるところが多い。専修学校では「日本語能力試験でN2以上合格、もしくは日本留学試験の日本語（記述除く）で200点以上」の場合に、学校独自の日本語試験を免除するという規定のところが多い。

## 有効期間
成績そのものの有効期間は2年である。ただし、志望校に出願するときにその成績が提出可能であるかどうかは大学や学校によって異なる。たとえば4月入学の場合、大学や学校へ提出可能な有効期間には以下の例があり、各学校の募集要項などで確認しなければならない。
- その年の11月に受験した成績しか提出できない
- その年の6月・11月の成績が有効
- その年の6月・11月、前年11月の成績が有効
- その年の6月・11月、前年6月・11月の成績が有効

有効期間内の試験を複数回受験している場合は、いずれかの回の成績を自分で選んで出願する。ただし、受験回ごとの提出となり、科目ごとに回をまたいで提出することはできない。例えば2022年6月試験の「日本語」「総合科目」と11月試験の「数学」を同時に提出するようなことは不可能である。

## 出題言語
総合科目、理科、数学では日本語による問題冊子と英語による問題冊子の2種類があり、出願時にどちらの言語で受験するか選択する。ただし、出題言語について制限を設けている学部・学科等があるため、事前の確認が必要となる。なお、問題文中の必要な専門用語には日本語による冊子であっても英語表記がつけられている。

## 試験科目
志望する大学や学校の学部（または学科）が指定した科目を選択して受験する。2010年6月試験より以下のように改定されている。
- 日本語（記述50点満点＋読解・聴読解・聴解400点満点、125分）
以下の順番に行う。

1. 「記述（作文）」（50点、30分）
2. 「読解」（200点、40分）
3. 「聴読解・聴解」（200点、55分）

日本語の知識そのものを直接問う問題はない。読解・聴読解・聴解領域では「文章や談話音声などによる情報を理解し、それらの情報の関係を把握し、また理解した情報を活用して論理的に妥当な解釈を導く能力」が問われ、記述領域では「与えられた課題の指示に従い、自分自身の考えを、根拠を挙げて筋道立てて書く能力」が問われる。
理科と総合科目は、どちらかを選んで受験する。出願時に理科と総合科目のどちらを受験するかを選ばなければならないが、理科の3科目の中からどの2科目を選ぶかは試験会場で選ぶことができる。
- 理科（200点、80分）以下より2科目選択する。1科目の配点は100点である。
  - 物理：物理基礎・物理の範囲
  - 化学：化学基礎・化学の範囲
  - 生物：生物基礎・生物の範囲
- 総合科目（最高200点、80分）
政治・経済・社会（現代の社会、現代の経済、現代の政治、現代の国際社会）、地理（現代世界の特色と諸課題の地理的考察）、歴史（近代の成立と世界の一体化、20世紀の世界と日本）
- 数学（最高200点、80分）以下のどちらか1科目を選ぶ。
  - コース1：数学I・数学Aの範囲
  - コース2：数学I・数学A・数学II・数学B・数学IIIの範囲

## 解答形式
基本的に「日本語」の記述式問題以外はすべてマークシート方式。大学入学共通テストの解答形式とほぼ同じである。
「日本語」の読解と聴読解のマーク問題は正しいものを1つだけマークする形式であるが、聴解だけは解答用紙に「正しい」「正しくない」の欄があり、正しいもの以外にはすべて「正しくない」にマークしている必要がある。記述問題は指定されたます目つきの解答用紙に記入する。

## 得点等化
日本留学試験は複数回分の試験成績を同時に比較して選抜に利用するため、問題の難易によって有利不利が生じる。このため、項目応答理論という統計学的方法によって得点を等化している。これによって得られた「尺度点」を成績として利用している。

## 試験結果

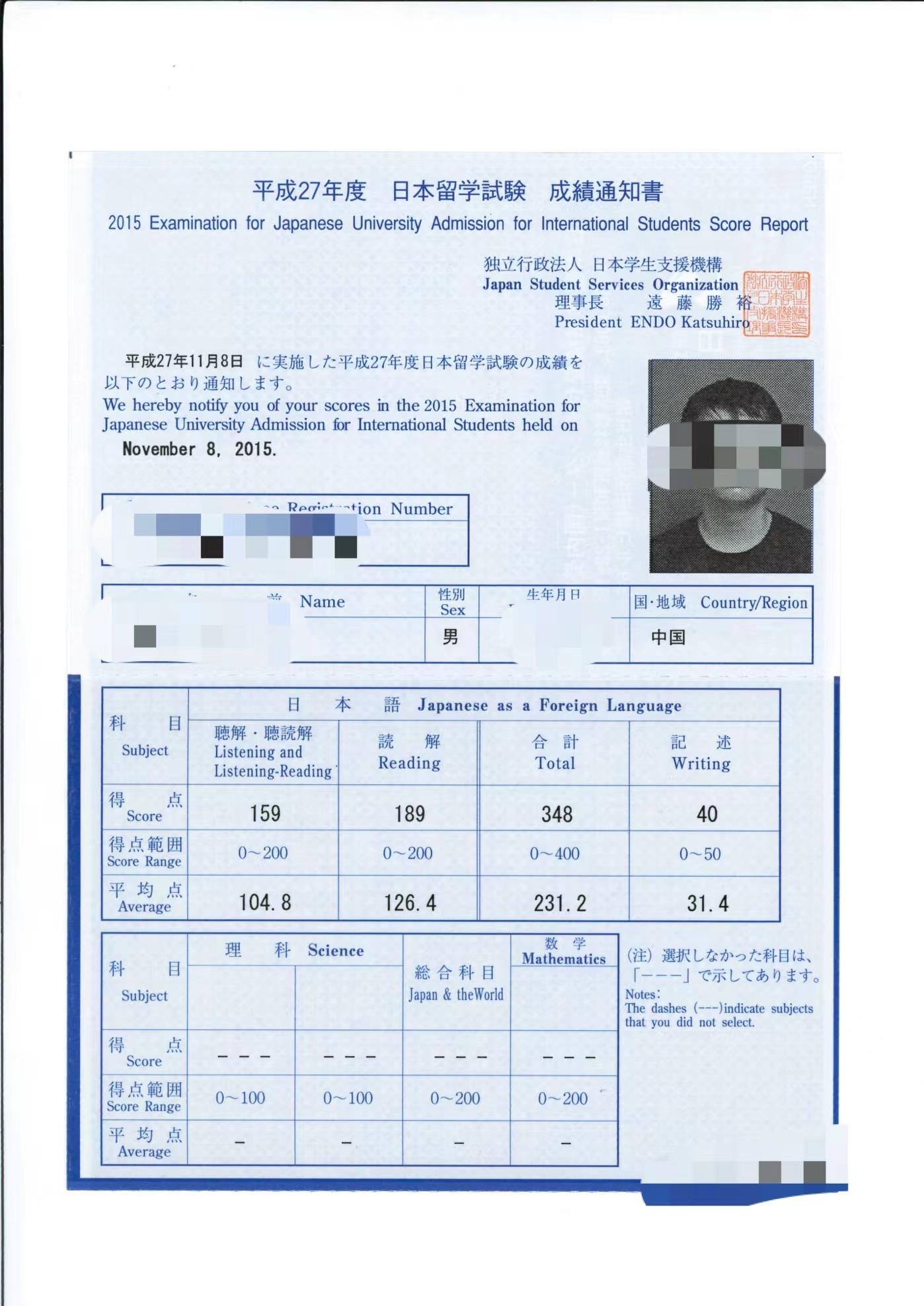
2015年に発行されたEJUの成績通知書（日本語のみ）

試験結果は、試験の翌月下旬の発表日以降オンライン上で確認し、「成績確認書」を印刷することができる。日本国外受験者にははがき大の「成績通知書」も送付される。試験後に問題用紙の持ち帰りができず、前述の得点等化で得点に補正がかけられるため、大学入学共通テストのように、自己採点を行うことはできない。大学入試の募集時期になると、大学へ提出する入試願書に日本留学試験の受験番号を記入したり、日本留学試験の受験票の写しなど指定された書類を提出する。
前述のとおり、複数回受験している場合は成績の良い回を自分で選んで記入する。また、志望校によっては入試日程上の都合から日本留学試験の成績通知を見ないまま志望先の入試選抜に臨むこともある。一方、結果を添付する必要がある場合、11月の試験結果が間に合わないため、7月（または前年度）の試験結果しか使えない場合もある。
大学等に入試受験願書を提出すると、学校側の要求に対して日本学生支援機構から受験者の成績が通知されるほか、日本語記述問題の答案の複写が届けられる。この答案を見て独自に採点を行うことも可能である。
大学等の実際の入試では、記述とそれ以外の点数を分けて換算するところが多い。たとえば、一橋大学では、日本留学試験の日本語（400点満点を300点に換算）、総合科目（200点満点を400点に換算）、数学コース1（200点満点を300点に換算）とし、他に英語（TOEFL iBT）と独自の学力試験（日本語）を合わせて2000点満点と換算する。この場合、日本語の記述の点数は使われないこととなる。専修学校で多く見られる「日本語能力試験の日本語で200点以上」も、記述問題を含まない基準である。ただし、同じ学校でも学部によって記述を含む・含まないが異なる場合がある。

## 改定
2010年度6月の試験から、日本語科目についてシラバスの公表方法や得点と時間配分が改定された。新シラバスでは、どのような能力が問われるかについて明文化し、読解、聴解・聴読解問題はどのような文章で出題されるのか、記述問題ではどのような課題が出されるのかがあらかじめ記載されている。
また得点と時間配分は、
- 記述：6点満点、20分⇒50点満点、30分
- 読解：160点満点、30分⇒200点満点、40分
- 聴解・聴読解それぞれ120点満点、合わせて70分⇒合わせて200点満点、55分

と変更された。